# Síndrome de Alport
El síndrome de Alport (también llamado Mal de Alport) es una enfermedad genética, en la que una alteración en la síntesis del colágeno tipo IV afecta los riñones (glomerulonefritis), oídos y ojos causando hipoacusia (sordera) neurosensorial progresiva ( afectando particularmente los tonos agudos)  y trastornos de la vista, incluyendo megalocórnea, lenticono y cataratas. Fue inicialmente identificado por el médico británico Cecil A. Alport en 1927, que  describió una familia británica en la que muchos miembros desarrollaban enfermedades renales. Él describió que los hombres afectados en la familia morían a causa de enfermedades renales, mientras que las mujeres estarían menos afectadas.

## Síntomas y diagnóstico
El síndrome de Alport se caracteriza por tener afección renal, coclear y ocular. La principal señal de este síndrome, es la hematuria (sangre en la orina) microscópica (microhematuria). Los hombres con el síndrome Alport ligado al cromosoma X (XLAS) padecen microhematuria desde una edad muy temprana. Alrededor del 90% de mujeres con XLAS también la tienen. Hay 2 métodos para el diagnóstico clínico: secuenciación y análisis de deleción/duplicación. El análisis de secuenciación de COL4A5 identifica cerca del 80% de las mutaciones de individuos afectados con antecedentes familiares en herencia ligada al cromosoma X. El análisis de deleción/duplicación del gen COL4A5 identifica deleciones (típicamente muultiexónicas) cercanas al 10% de individuos afectados con antecedentes familiares ligada al X.
Estudios recientes hablan sobre el empalme del elemento Alu en los exones los cuales provocan este síndrome.